# Шведов, Николай Константинович
Николай Константинович Шведов (1849—1920) — русский военный и государственный деятель. Генерал от артиллерии (1915). Член Государственного совета (1917).

## Биография
В службу вступил в 1865 году.  В 1869 году после окончания Михайловского артиллерийского училища, произведён в подпоручики с назначением в 6-ю конно-артиллерийскую бригаду.
В 1871 году произведён в поручики, и в штабс-капитаны. С 1875 года назначен адъютантом  начальника Главного управления военно-учебных заведений. 1879 году переименован в штабс-капитаны гвардии.  С 1881 года назначен делопроизводителем Военно-походной канцелярии Его Императорского Величества.  С 1883 года назначен начальником канцелярии Императорской главной квартиры. С 1885 года состоял при командующем войсками Кавказского военного округа. С 1886 года назначен помощником инспектора ОКПС.
В апреле 1894 года был уволен в запас в чине генерал-майора. В 1896-1897 возглавлял миссию Красного Креста в Эфиопии. В июле 1897 года был вновь принят на службу с причислением к Императорской Главной квартире сверх штата.
С 1900 года — председатель Общества Востоковедения, член и председатель комитета Главного управления Российского общества Красного Креста. В 1903 году произведён в генерал-лейтенанты. В 1915 году произведён в генералы от артиллерии.   
Был близок к Г. Распутину, в январе 1917 года по рекомендации императрицы Александры Федоровны был назначен членом Государственного совета Российской империи.
22 марта 1917 года, числящийся по полевой лёгкой артиллерии, генерал от артиллерии Шведов уволен от службы.
Участник Белого движения в составе ВСЮР. Состоял в резерве чинов при штабе главнокомандующего ВСЮР А. И. Деникина.

## Награды
Награды
- Орден Святого Владимира 4-й степени (1883)
- Орден Святого Станислава 2-й степени (1887)
- Орден Святой Анны 2-й степени (1890)
- Орден Святого Станислава 1-й степени  (1897)
- Орден Святой Анны 1-й степени  (1900)
- Орден Святого Владимира 2-й степени  (1906)
- Орден Белого орла (1909)
- Орден Святого Александра Невского (1913)